# Бљушт
Бљушт (лат. Tamus communis) вишегодишња је монокотиледона повијуша из фамилије Dioscoreaceae. Познат је и под називима бљушћ, бљуст, кук, кука, кукача, куковина, змијино грожђе и „црна рука“.

## Изглед и цветање
Бљушт може да достигне дужину од 1—3 метра. Корење је гомољасто одебљало, 20—30 цм дугачко и 5—10 цм широко. Стабљика је вијугава, а листови су најчешће дубоко срцасти, шиљасти, тамнозелени и наизменично поређани. Такав облик листова подложан је варијацијама. Цветови бљушта су жућкасти и неугледни, сложени у гроздасте цватове, који избијају из пазуха листова, а цветају у мају и јуну. Плодови су округле, црвене бобице, које у себи садрже 3—5 семена. Од 4 до 6 бобица чине грозд.

## Распрострањеност
Бљушт расте по сеновитим, најчешће буковим шумама, по пољима и влажним местима, а често се пење уз ограде, грмље и живице.

## Употреба
Јестиви су пролећни изданци и врхови младих стабљика бљушта. Бобице су богате шећером и пектином. Слаткастог су укуса, али делују надражујуће и пургативно, па се сматрају отровним. Подземни делови биљке такође су отровни.